# Elecciones estatales de Berlín Occidental de 1975

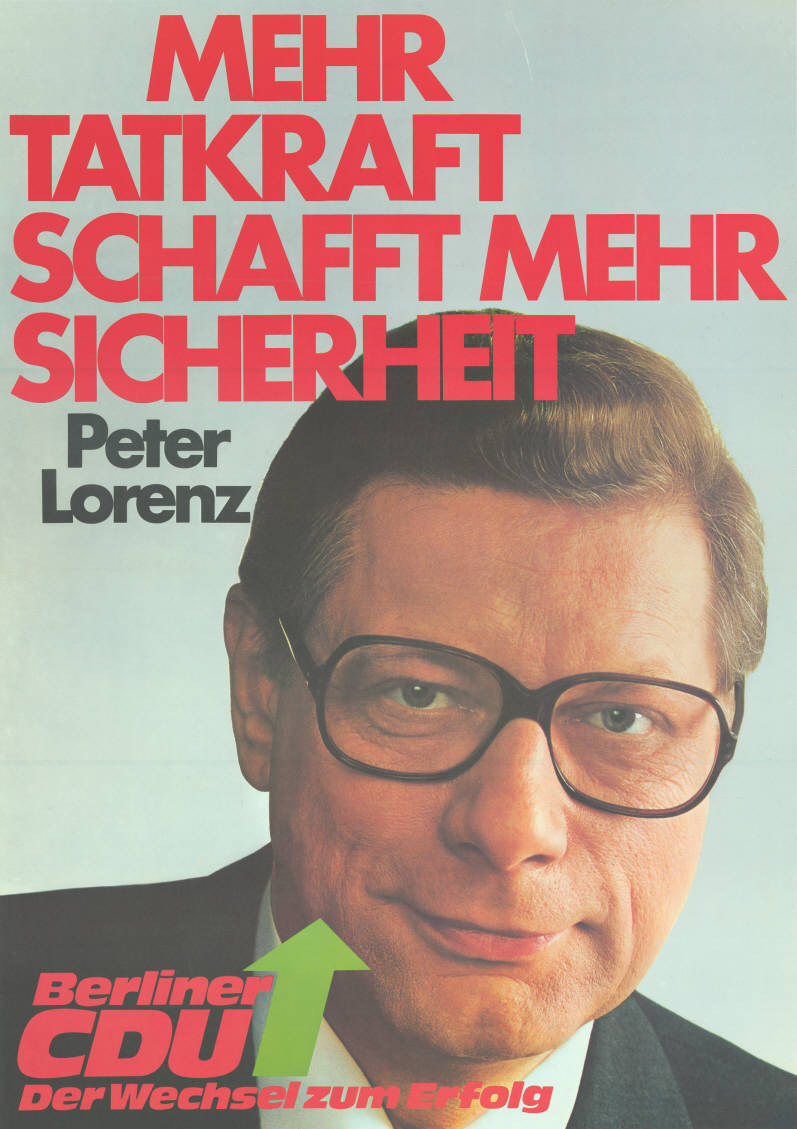
Cartel electoral de la CDU en la elección de 1975, con el candidato Peter Lorenz

Las elecciones en Berlín Occidental del 2 de marzo de 1975 se realizaron con el propósito de elegir a los miembros del Abgeordnetenhaus de Berlín.
El SPD postuló por segunda vez al Alcalde Klaus Schütz. La campaña electoral estuvo marcada por el secuestro del candidato de la CDU, Peter Lorenz. Lorenz fue secuestrado tres días antes de las elecciones por el Movimiento 2 de Junio, que exigió la liberación de seis de sus miembros. Esto dejó al alcalde Schütz en la posición algo incómoda de tener que determinar sobre la vida de su oponente. Después de que el gobierno federal cedió a las demandas del Movimiento del 2 de Junio, Peter Lorenz fue liberado dos días después de las elecciones.
El SPD perdió en las elecciones 7,8 puntos porcentuales y con el 42,6% de los votos su posición como la mayor fuerza política, así como la mayoría absoluta que había ostentado desde 1954. La CDU llegó al 43,9% de los votos (+ 5,7 puntos porcentuales) y el FDP al 7,1% de los votos (-1,3 puntos porcentuales). Klaus Schütz formó una coalición SPD/FDP y fue reelegido.

## Resultados
Los resultados fueron:
| Elecciones de 1975 | Elecciones de 1975 | Elecciones de 1975 | Elecciones de 1975 | Elecciones de 1975 |
| ------------------ | ------------------ | ------------------ | ------------------ | ------------------ |
| Hab. inscritos     | Hab. inscritos     | 1.579.924          |                    |                    |
| Participación      | Participación      | 1.387.471          | 87,8 %             |                    |
|                    | CDU                | 604.007            | 43,9 %             | 69 escaños         |
|                    | SPD                | 585.605            | 42,6 %             | 67 escaños         |
|                    | FDP                | 97.969             | 7,1 %              | 11 escaños         |
|                    | BFD                | 46.691             | 3,4 %              | —                  |
|                    | SEW                | 25.105             | 1,8 %              | —                  |
|                    | KPD                | 10.125             | 0,7 %              | —                  |
|                    | KBW                | 786                | 0,1 %              | —                  |
|                    | Independientes     | 5.234              | 0,4 %              | —                  |
| Total              | Total              |                    | 100,0 %            | 147 escaños        |